# 域高金融
域高金融集團有限公司，簡稱域高金融集團，以及域高金融（Vinco Financial Group Limited，港交所：8340），則在2002年由鍾浩仁先生（董事長及總裁）創立，當時名為「雄億國際有限公司」，以及「域高融資有限公司」（兩者為「大唐域高融資有限公司」前身）。
現時業務為提供新股在主板及創業板上市、包銷及分銷新上市股票、企業融資財務顧問、收購及合併、企業重組、銀團貸款安排，以及發行可轉換債券。
該總部位於香港皇后大道中99號中環中心26樓2610室。而股份在2008年5月20日於香港交易所創業板上市。招股價為0.25港元，發行股份為160,000,000股，集資額為40,000,000港元。

## 連結
- Vinco.com.hk （页面存档备份，存于）